# Ядгаров Дамір Саліхович
Дамір Саліхович Ядгаров (18 лютого 1937, село Шурабад, тепер Шафірканського району Бухарської області, Узбекистан — 4 липня 2025) — радянський узбецький державний діяч, хокім Бухарської області, 1-й секретар Бухарського обласного комітету КП Узбекистану, голова Ради міністрів Каракалпацької АРСР. Член ЦК КПРС у 1990—1991 роках. Депутат Верховної ради Узбецької РСР. Народний депутат СРСР (1989—1991). Кандидат економічних наук.

## Життєпис
Народився в родині агронома та сільського вчителя Саліха Ядгарова.
У 1959—1960 роках — секретар комітету комсомолу Ташкентського сільськогосподарського інституту.
Член КПРС з 1960 року.
У 1960 році закінчив Ташкентський сільськогосподарський інститут.
У 1960—1961 роках — заступник завідувача відділу Бухарського обласного комітету ЛКСМ Узбекистану.
У 1961—1962 роках — інструктор Бухарського обласного комітету КП Узбекистану.
У 1962 році — інструктор ЦК КП Узбекистану.
У 1962—1967 роках — секретар ЦК ЛКСМ Узбекистану. Керівник штабу ЦК ЛКСМ Узбекистану з евакуації дітей після ташкентського землетрусу.
У 1967—1971 роках — завідувач відділу Бухарського обласного комітету КП Узбекистану.
У 1971—1978 роках — секретар Бухарського обласного комітету КП Узбекистану із питань сільського господарства.
У 1978—1984 роках — заступник начальника управління «Головсередазіррадгоспбуд» Міністерства водного господарства СРСР у місті Ташкенті.
У 1984—1985 роках — начальник управління «Каракалпакіррадгоспбуд» Міністерства водного господарства СРСР.
У серпні 1985 — жовтні 1988 року — голова Ради міністрів Каракалпацької АРСР
22 жовтня 1988 — 14 вересня 1991 року — 1-й секретар Бухарського обласного комітету КП Узбекистану.
Одночасно в березні 1990 — січні 1992 року — голова Бухарської обласної ради народних депутатів.
28 січня 1992 — березень 1994 року — хокім Бухарської області.
Потім — на пенсії.

## Нагороди
- орден Трудового Червоного Прапора (1975)
- три ордени «Знак Пошани» (1966, 1971, 1980)
- медалі